# Kościół w Linde
Kościół w Linde – świątynia należąca do diecezji Visby Kościoła Szwecji. Znajduje się w południowej części Gotlandii.

## Architektura
Kościół w Linde jest świątynią romańską. Jego budowę rozpoczęto pod koniec XII wieku, a ukończono na początku XIII wieku. W XIV wieku w ścianę wschodnią wstawiono pojedyncze, duże okno gotyckie. Portale w nawie i prezbiterium ozdobione są romańskimi rzeźbami. Kościół przechodził remonty w XX wieku: w latach 1951–1952 oraz 1973–1975.

## Wnętrze

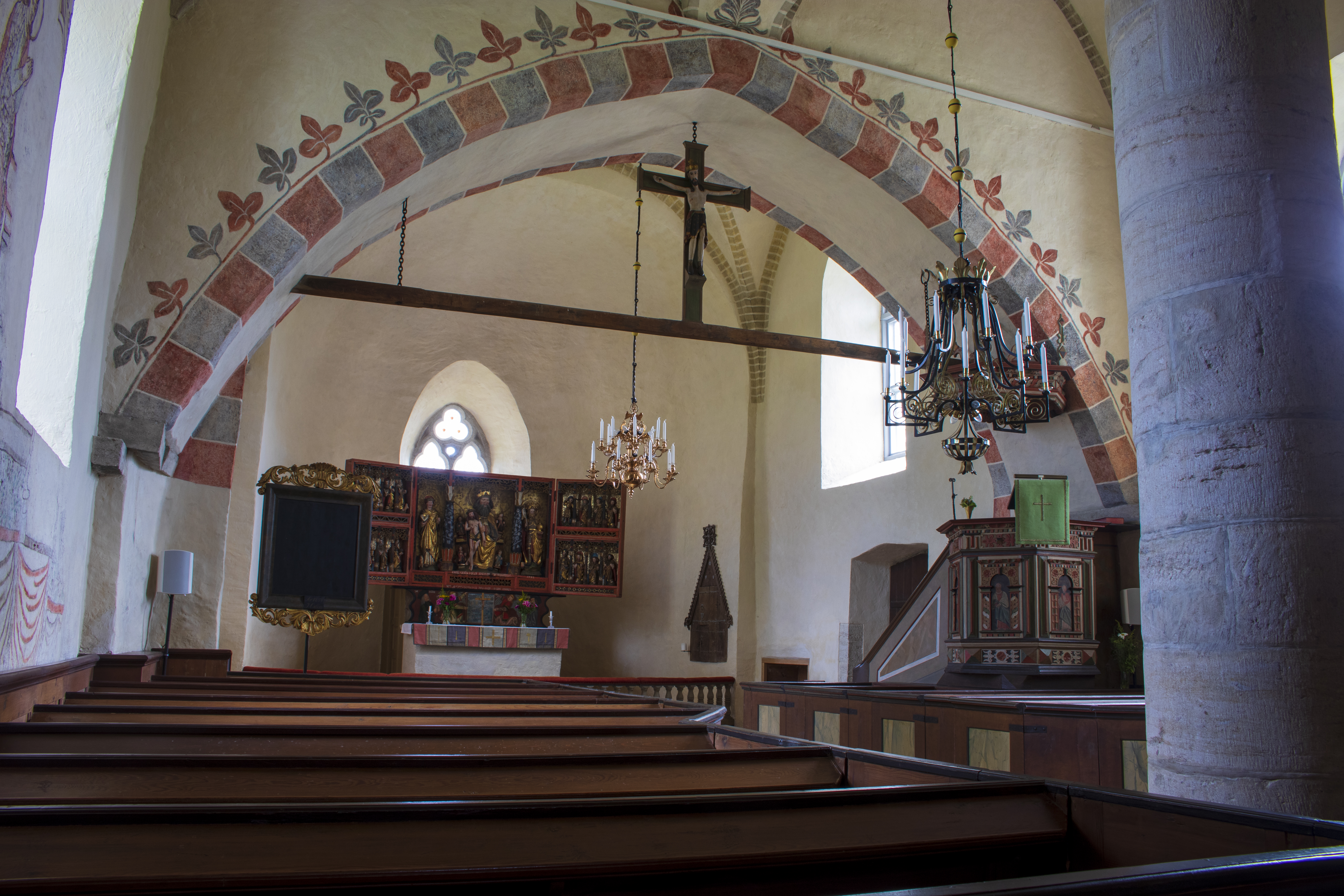
Wnętrze kościoła

Wnętrze kościoła zdobią freski. Na ścianie północnej widnieje zespół malowideł z XV wieku, przedstawiających mękę Chrystusa. Południowa ściana prezentuje freski również z XV wieku, na których widać kobiety nękane przez diabły. Za ich autora uważa się Mistrza Męki Pańskiej. Wśród wyposażenia kościoła na szczególną uwagę zasługuje ołtarz z 1521 roku. Przedstawia Boga Ojca z Synem Bożym, a po bokach świętych Idziego i Olafa. Dodatkowo na skrzydłach ołtarza znajdują się rzeźby apostołów oraz świętych: Kanuta, Eryka i Brygidy. W kościele oglądać można także kopię XII-wiecznego krzyża triumfalnego (oryginał przechowywany jest w muzeum w Sztokholmie). Co ciekawe, w kościele były dwie chrzcielnice, obie prawdopodobnie z XII wieku. Jedna z nich może być dziełem Semibizantiosa, druga znajduje się w muzeum w Visby. Ambonę wykonano w XVII wieku, a w następnym stuleciu upiększono malowidłami. Ławki powstały w XVIII wieku.